# 데어 앙그리프
《데어 앙그리프》(독일어: Der Angriff, 공격이란 뜻)은 1927년 국가사회주의 독일 노동자당(이하 "나치" 또는 "나치당") 베를린 지역구에서 발행한 신문으로, 1926년에 베를린 지역 지도자(Gau)로 임명된 요제프 괴벨스가 발행한 신문이다. 나치당은 신문 발행에 필요한 자금을 지원했다. "Peter Hagen"이라는 필명을 가진 빌리 크라우제(Willi Krause)가 초대 편집장이었다. 이후 편집장은 율리우스 리페르트(Julius Lippert)를 거쳐 괴벨스가 미더워한 친구였던 한스 슈바르츠 판 베르크(Hans Schwarz van Berk)가 편집장을 역임했다.

## 발행 배경
괴벨스가 지역지도자로 취임할 당시 베를린은 나치당보다는 공산당이 우세를 점하고 있었고, 1926년 무렵 나치당과 괴벨스는 연설을 금지당하고 있었다. 괴벨스는 연설 대신 신문으로 베를린에서 독일 공산당 및 독일 사회민주당, 그리고 바이마르 공화국에 싸우기로 결심했던 것이다.

## 발행 주기 및 부수
이 신문은 처음에는 주간으로 발행되었으며, 나중에 주 2회 발행되었다가 1940년 11월부터는 일간으로 바뀌었다. 신문 기사는 당 선전물, 바이마르 공화국에 대한 선동 및 반유대주의였다. 데어 앙그리프는 유대인이었던 베른하르트 바이스 베를린 부경찰서장을 공격한 것 때문에 1931년 11월 4일에 당시 베를린 경찰서장 알베르트 그르제신스키에 의해 일시 정간되기도 했다.
1927년의 발행 부수는 대략 2,000여부였으나, 1936년에는 146,694부, 그리고 1944년에는 306,000부까지 늘었다.
1933년 1월 30일, 나치가 권력을 장악한 이후 신문의 중요성은 천천히 떨어졌다. 연합군이 베를린을 폭격하기 시작했을 때, 발행 부수는 베를린 시민들(Berliners)의 사기를 올리기 위해 늘어나기도 했다.

## 신문의 역할
이 신문은 나치당 초기 선전물(propaganda)에서 주요 모티브를 제공하기도 했다. 공산주의자와 싸우다 죽은 돌격대 대원 호르스트 베셀을 영웅으로 미화한 것도 이 신문이었다. 그와 관련된 전설은 데어 앙그리프에서 퍼뜨리기 시작한 것들이다. 그 외에 오토 슈트라서와 그레고르 슈트라서 형제와 괴벨스 간에 벌어진 당 권력 투쟁의 수단 역할을 하기도 했다.